# Jessica Wahls
Jessica Martina Wahls (Francoforte sul Meno, 2 febbraio 1977) è una cantante tedesca.
È membro della girlband No Angels, ha anche registrato alcuni singoli in proprio.

## Biografia
Figlia di un afroamericano e di una tedesca, Jessica non aveva ancora un anno quando i genitori si sono separati. È stata allevata dalla madre, una segretaria d'azienda, che si è poi risposata nel 1998.
Nel 2000 Jessica è diventata uno dei 5 membri delle No Angels, la girlband formatasi nella versione tedesca del talent show Popstars. Ha portato avanti la carriera musicale con le altre ragazze fino al 2003, quando ha scoperto di aspettare una figlia. Per Jessica si è resa quindi necessaria l'uscita dalla band, peraltro scioltasi l'anno dopo.
Jessica è tornata poi in sala di registrazione come solista, e nel biennio 2004-2005 ha inciso quattro singoli, due in inglese e due in tedesco, ma solo il primo, Ten Steps Back, ha incontrato l'attenzione del pubblico. Sono seguiti due anni di silenzio, almeno come cantante (a darle visibilità saranno varie apparizioni in programmi televisivi), e poi, nel 2007, la reunion con le No Angels.

## Vita privata
Ha avuto una sola figlia, Cheyenne, dalla relazione col ballerino e coreografo Sascha Dickreuter.